# Isabella Ingram-Seymour-Conway
Isabella Ingram-Seymour-Conway (London, 1759. július 7.–1834. április 12.) angol márkiné, udvarhölgy.

## Élete
1759-ben jött világra, Charles Ingram (Irvine 9. vikomtja) és Frances Shepherd legidősebb leányaként. Isabellának még négy húga született. A szülők 1758-ban házasodtak össze.
Isabella apai nagyszülei: idősebb Charles Ingram tábornok (brit katonatiszt és politikus) és Elizabeth Scarborough.
1776. május 20-án, körülbelül 16 esztendős korában hozzáment az akkor már 33 éves, özvegy és gyermektelen Francis Seymour-Conwayhez, Hertford 2. márkijához, Beauchamp vikomtjához és Yarmouth grófjához, akinek házasságuk 46 éve során csupán egy fiút szült, Francis Charlest, 1777. március 11-én. A magas, gyönyörű és elegáns Isabella hamarosan felkeltette a walesi herceg, a leendő IV. György brit király érdeklődését, aki nem sokkal korábban szakított előző kegyencnőjével, Frances Villiersszel. Isabella férje észrevette György feltűnő vonzalmát neje iránt, ezért gyorsan elvitte az asszonyt Írországba, hogy távol tartsa őt a hercegtől. Ez azonban csak még jobban fokozta a trónörökös vágyát a csinos nő iránt, s végül elérte, hogy 1807-ben Isabella az ágyasa lett. Ezek után György rendszeres vendég lett Hertford márki otthonában, valamint annak más rezidenciáiban is, például a londoni házában vagy a warwickshire-i Ragley Hall-ban.
Isabella, az elkötelezett tory-párti arisztokrata, a leendő IV. Györgyöt is meggyőzte eme politikai irányzat előnyeiről. Az asszony londoni rezidenciája is egyike volt Anglia meghatározó tory főhadiszállásainak. Lady Hertford édesanyja 1807-ben elhunyt, s leányára hagyta a Nyugat-Yorkshire-ben található Temple Newsam-et, ahol egyszer a trónörökös is meglátogatta Isabellát. Ezek után babonából az asszony férje, Hertford márki felvette felesége vezetéknevét is.  
Lady Hertford és a trónörökös intim viszonya körülbelül 12 évig folyt, mígnem 1819-ben véget ért, mivel György addigra már új ágyast választott, az ötvenéves, szintén férjezett, ötgyermekes Elizabeth Conyngham márkiné személyében. 
Isabella férje 1822. június 28-án, 79 éves korában elhunyt, az özvegy márkiné pedig majdnem 12 évvel később, 1834. április 12-én, körülbelül 75 esztendősen távozott az élők sorából.
1. ↑  Darryl Roger Lundy: The Peerage (angol nyelven). (Hozzáférés: 2017. október 9.)
2. ↑  Kindred Britain
3. ↑  p2943.htm#i29425, 2020. augusztus 7.